# Foni Tissen
Alfons Victor (Foni) Tissen (Rumelange, 3 juni 1909 – Nancy, 5 februari 1975) was een Luxemburgs kunstschilder en tekenaar. Hij signeerde zijn werk aanvankelijk als Alph. Tissen, later als Foni Tissen.

## Leven en werk
Alphonse of Foni Tissen was een zoon van industrieel Gustave Albert Alphonse Tissen en Barbara Dupont. Hij volgde middelbaar onderwijs aan het Lycée Henri Poincaré in Nancy en studeerde vier jaar aan de École nationale supérieure des beaux-arts in Parijs. In Parijs leerde hij Auguste Trémont kennen, die hem advies gaf. Hij reisde een aantal jaren, onder meer naar de Verenigde Staten (1930-1933). Hij sloot zich aan bij de Cercle Artistique de Luxembourg (CAL) en nam van 1932 tot 1946 deel aan de jaarlijkse salons. Tissen vervolgde zijn studie aan de kunstacademie van München (1937) en de Koninklijke Academie voor Schone Kunsten van Brussel (1939-1940). In 1940 slaagde hij voor zijn examen als kunstonderwijzer. 
In 1941 werd Tissen benoemd tot tekenleraar aan de Industrieschool in Esch-sur-Alzette. Tijdens de Tweede Wereldoorlog was hij actief in het verzet. Hij werd in 1942 met een aantal collega's opgepakt door de nazi's. Hij werd met onder anderen Lucien Wercollier vastgezet in het concentratiekamp Hinzert terecht. Zijn oorlogservaringen hadden invloed op zijn werk en zijn persoonlijkheid. Na de oorlog pakte hij zijn werk als docent en kunstenaar weer op. Hoewel hij vooral actief was als tekenaar en surrealistisch schilder, ontwierp en maakte hij ook fresco's, glas-in-loodramen, keramiek, logo's, medailles, mozaïeken en zo'n 30 postzegels.
Foni Tissen ging in 1972 met pensioen. Hij overleed drie jaar later, op 65-jarige leeftijd. Postuum werd zijn werk onder meer getoond bij het eeuwfeest van de gemeente Rumelange (2007) tijdens een tentoonstelling met werk van de Rumelanger kunstenaars Tissen, Félix Corrent, Albert Hames en Emile Kirscht. Ter gelegenheid van zijn 100e geboortedag in 2009 werd in het Musée national d'histoire et d'art een retrospectieve gehouden.

## Enkele werken
- 1955 glas-in-loodramen voor de Sint-Jozefkerk in Tétange.[6]
- 1964 kruisweg voor de Sint-Fiacriuskerk Muhlenbach.
- 1965 oorlogsmonument, mozaïek van 3x4 m., in het Lycée de garçons d'Esch-sur-Alzette.
- fresco's in het Lycée Hubert-Clément en het Nationaal Verzetsmuseum in Esch.

- Gemeinsame Normdatei: 141402016
- International Standard Name Identifier: 0000 0001 0676 2813
- Library of Congress Control Number: no2010138406
- Musée national d'archéologie, d'histoire et d'art: lkl000092
- Système universitaire de documentation: 147160731
- Virtual International Authority File: 1010958
- WorldCat: E39PBJvhkfKJ6KRKBRtP3CR3Qq